# A Winter's Tale
〈A Winter's Tale〉은 1991년 프레디 머큐리가 사망한 후 1995년에 발매된 《Made in Heaven》 음반의 퀸이 부른 노래다. 이 노래는 머큐리가 몽트뢰에 있는 그의 아파트 창밖을 응시할 때 영감을 받은 《Innuendo》 세션 후에 쓰여졌다. 이 노래는 환각적이고 몽환적인 느낌을 가지고 있으며 머큐리가 창문 밖에서 본 것을 묘사한다.
머큐리는 이 곡을 작곡하고 작곡했으며, 보컬과 키보드도 연주했다(비록 그 곡이 퀸의 것이기는 하지만). 1995년 다큐멘터리 《Queen: Champions of the World》에서는 이것이 최초의 것은 아니더라도 매우 드문 레코딩 방식이라고 언급되었다. 모든 것이 스튜디오에서 한 번에 생중계되었기 때문이다. 이 영화에서 머큐리는 항상 보컬 배열을 시작하기 전에 음악을 완성할 것을 주장해왔지만, 그가 시간이 거의 없고 그것을 다르게 다룰 충분한 시간이 없다는 것을 인정했다.
그 노래는 음반의 두 번째 싱글로 발매되었다. 영국에서 싱글곡은 또한 크리스마스 포장과 비슷한 특별 한정판 녹색 종이 CD 케이스로도 구입할 수 있었다.